# Cockburnspath Church

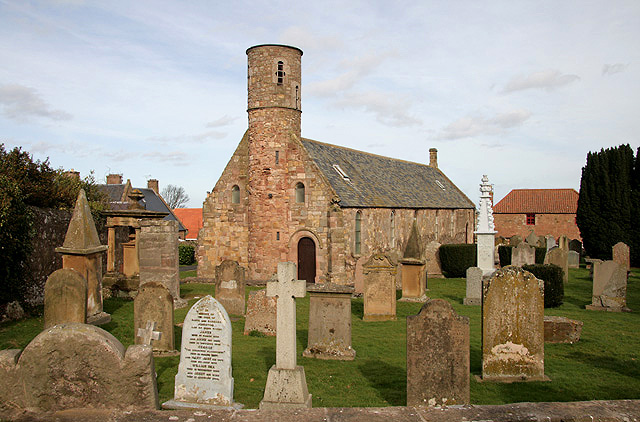
Cockburnspath Church

Die Cockburnspath Church ist ein Kirchengebäude der presbyterianischen Church of Scotland. Es liegt in der schottischen Ortschaft Cockburnspath in der Council Area Scottish Borders. 1971 wurde das Bauwerk in die schottischen Denkmallisten der höchsten Denkmalkategorie A aufgenommen.

## Geschichte
Im Jahre 1255 wird eine Kapelle mit Pesthaus in Colbrundspath erwähnt. Ob es sich am Standort des heutigen Kirchengebäudes befand, ist jedoch nicht gesichert. Weite Teile der heutigen Cockburnspath Church entstanden im 14. und 15. Jahrhundert. Ergänzungen stammen aus dem 16. und 17. Jahrhundert. Im Laufe des 19. Jahrhunderts wurde die Cockburnspath Church renoviert. 1837 spendete die Familie Broadwood die bis heute genutzte Glocke.
Nahe der Ortschaft befindet sich mit der St Helen’s Church eine Kirchenruine etwa gleichen Alters. Sie diente über Jahrhunderte als Pfarrkirche. Nach der Zusammenlegung zweier Kirchgemeinden wurde fortan die Cockburnspath Church als Pfarrkirche genutzt. Vermutlich wurde damit die St Helen’s Church obsolet und verfiel.

## Beschreibung
Die Cockburnspath Church steht inmitten des umgebenden Friedhofs im Zentrum von Cockburnspath. Der längliche Bau misst rund 24 m × 5,5 m. Sein Mauerwerk ist rund einen Meter mächtig. Die westliche Giebelseite stammt aus dem 14. Jahrhundert und gehört damit vermutlich zu den ältesten Fragmenten des Bauwerks. Als einzigartig in Schottland ist der Rundturm beschrieben, der in der Mitte des 17. Jahrhunderts in den Westgiebel integriert wurde. Er besitzt einen Innendurchmesser von 2,7 m.

## Nachreformatorische Pfarrer bis 1896
- John Lauder (1617–1627)
- George Sydserfe (1627–1639)
- James Wright (1640–1656)
- Richard Callender (1657–1663)
- George Pollok (1663–1671)
- David Stirling (1671–1681)
- John Barclay (1682–1689)
- David Clunie (1689–1700)
- Henry Shaw (1702–1746)
- David Spence (1748–1789)
- Andrew Spence (1789–1844)
- William Paterson (1844–1863)
- John Buchanan (1863–1869)
- Joseph Hunter (ab 1869)[2]